# Oubliewafel

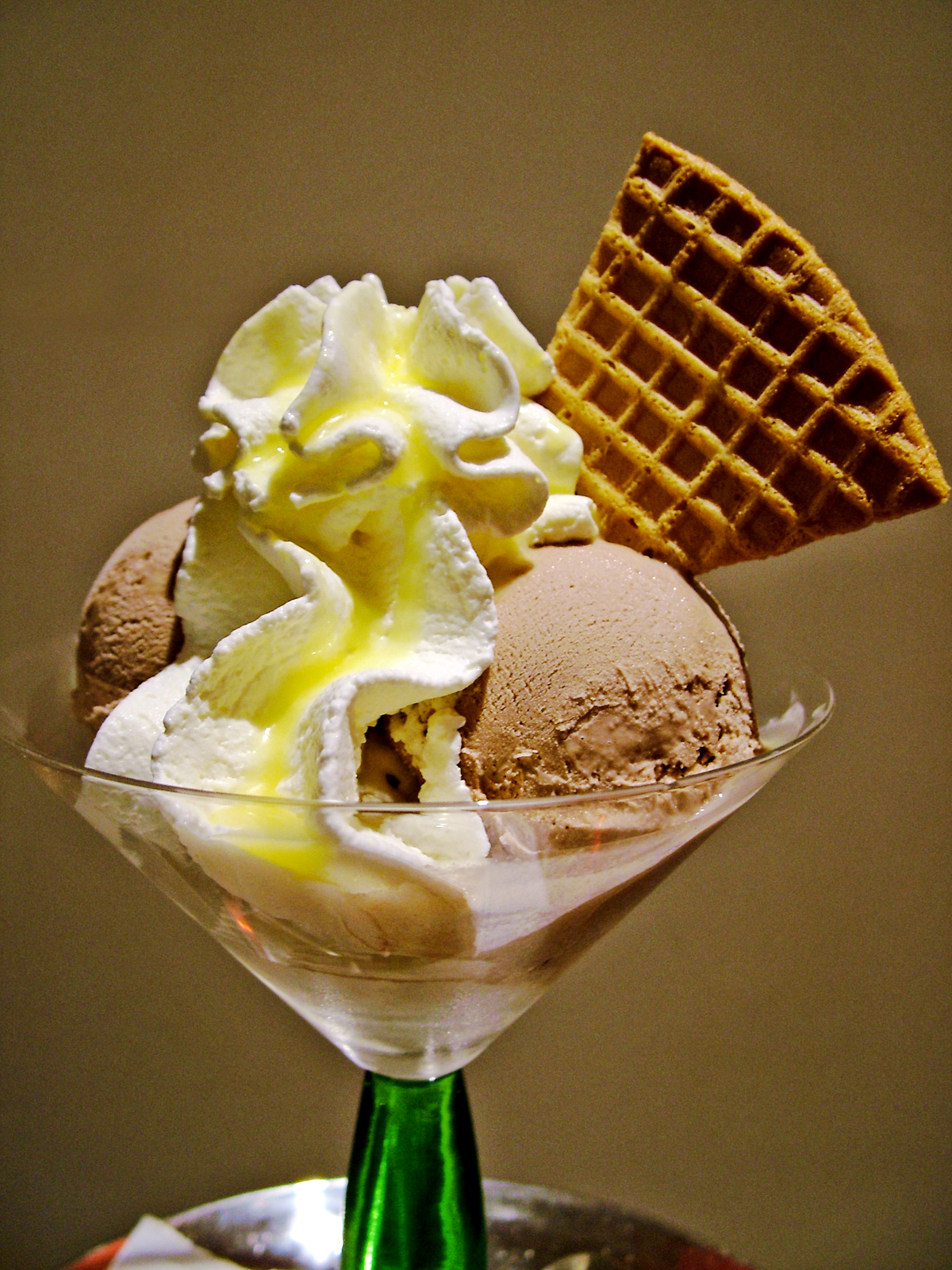
Een sorbet met een oubliewafeltje rechtsboven ter decoratie.

Een oubliewafel is een dun compact koekje. Het wordt gemaakt door een mengsel van meel, water, eieren, suiker en soms honing tussen twee hete bakijzers of in een wafelijzer te verhitten. In opgerolde kegelvorm wordt deze vorm van oubliewafel veel gebruikt als ijshoorntje, bekend als de oubliehoorn.